# Arnold Islets
Arnold Islets är tre små öar i Australien. De ligger i delstaten Queensland, omkring 2 100 kilometer nordväst om delstatshuvudstaden Brisbane. Öarna befinner sig 10 km öst om Apudthama National Park i Stora barriärrevet. Öarna täcker ungefär 5 hektar.